# 山田城
山田城（やまだじょう）は、栃木県矢板市大字山田小字城山にあった日本の城（山城）。根小屋（根古屋）城とも呼ばれる。

## 歴史

### 築城
平安末期に山田八郎兼利によって築かれたとされる。一方、文明・長享ごろに、塩谷孝綱の城代・山田泰業による築城と推測とする見解もある。ただし山田八郎の一族は文明・長享より前の応永年間に活動記録が見える。
山田八郎兼利説築城説によると、兼利が築城した山田城は、その子孫の山田八郎家が代々城主となったという。応永10年（1403年）8月には、山田八郎家が、中禅寺に法華経を寄贈するなど、山田八郎家は、塩谷氏の重臣として山田城を中心に繁栄した。その山田氏の主君である塩谷氏が、文明10年（1478年）正月18日に宇都宮氏より孝綱を養子に迎えると、その付家老としてやってきた山田筑後守泰業が城主となった。
この泰業の山田氏は、平貞能を祖とし、山田八郎兼利を祖とする山田氏とは異なる。一方、「那須記」に泰業の孫・辰業は塩谷朝業の子・山田藤右衛門尉業清の末とある。ただし塩谷氏の系図に山田業清は見えない。
また、城主でなくなった山田八郎系の山田氏は断絶したわけではなく、薄葉ヶ原の戦いでは塩谷氏の武将として辰業に続いて山田八郎安林の名があり存続していたと見られる。山田八郎の山田氏は家老か何かの待遇で山田筑後守の山田氏を補佐して残ったものと考えられている。
築城当初の山田城は、三方を山に囲まれて奥まった山間に築かれた馬蹄形の館城であったと考えられ、山城の部分は、戦国期に入ってから築かれていったものと考えられている。

### 応永21年築城説について
矢板市公式ホームページや『矢板市史』の年表には、応永21年（1414年）に山田城築城とあるが、この根拠はいかなるものか不明である。また、他の矢板市刊行物の年表には全く出てこず、同じ矢板市史の山田城の記述とすら全く異なっている。このため、矢板市史の年表では、那須氏の歴史と併記して表記されているため、この山田城築城は、那須領片田の山田城の築城と誤解したものではないかとも考えられている。 
その一方で、この年に近隣の沢村城で、那須内紛の戦が行われているため、この頃に、これに備えて那須との境界にある山田城が整備され、詰め城である山城部が築かれたのではないかとする説があり、これを支持した矢板市史の編纂者が、年表に載せたとする話もある。

### 薄葉ヶ原合戦と落城

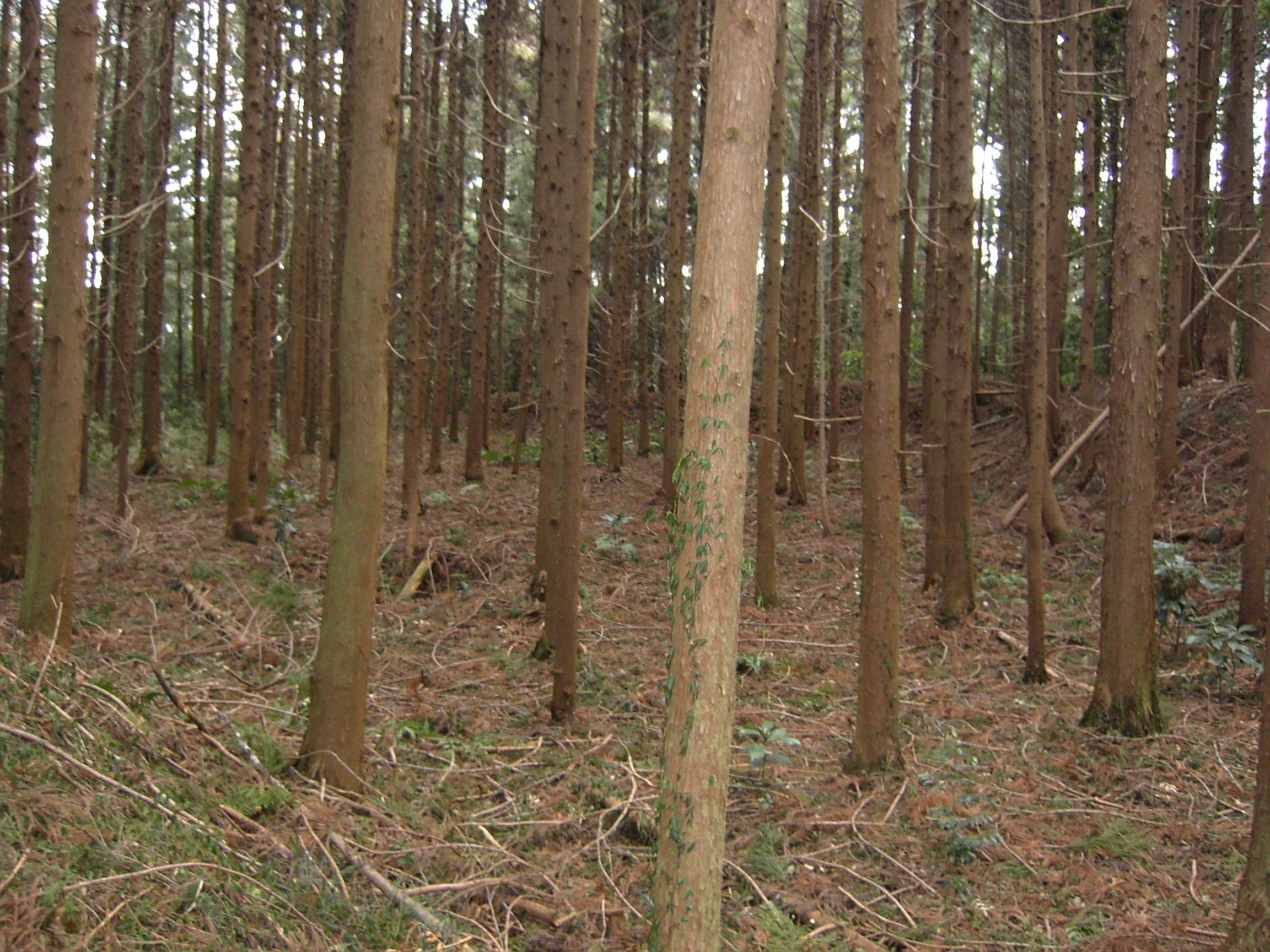
山田城主郭。杉木に覆われているが、遺構は虎口の一部を除き、ほぼ完全に残っている

天正12年（1584年）8月初め、山田辰業（泰業の孫）は主命により那須氏領の薄葉、平沢を攻めた（「那須記」）。これに対して、那須方の福原資孝、資広父子が出陣し、山田勢は退却するが、この時、深い遺恨を残すことになった。
そして翌年の3月、薄葉ヶ原合戦が勃発。宇都宮勢二千五百余騎、那須勢一千余騎が薄葉ヶ原で激突し、この戦いで先鋒の総大将として出陣した辰業は、3月25日、那須勢の蘆野資泰の陣に突撃し、神田次郎に討たれる。その後、那須勢は、薄葉ヶ原に接する山田の地に攻め入り、山田城を落城させた。この時、城には家老の山田新左衛門と辰業の正室菊の前がいて城を脱出したものの、新左衛門は菊の前を逃がすために討死し、菊の前も11人の侍女たちとともに太鼓岩と呼ばれる崖の上から下を流れる箒川に向かって投身、自害した。　　　　　
　　　　　　　　　　　　

### 山田城落城後の山田氏
薄葉ヶ原の戦いで那須勢の神田次郎によって辰業が打ち取られ、山田城が落城した。その後、辰業の子である親業が城主になるが、主君である塩谷氏が文禄4年（1595年）に改易されると、山田一族は家伝の記録を焼却して山田城を廃城にし、一部は苗字を黒子と改め各地に四散し、親業は常陸の国笠間に逃れ土着した。

### 廃城後の山田城

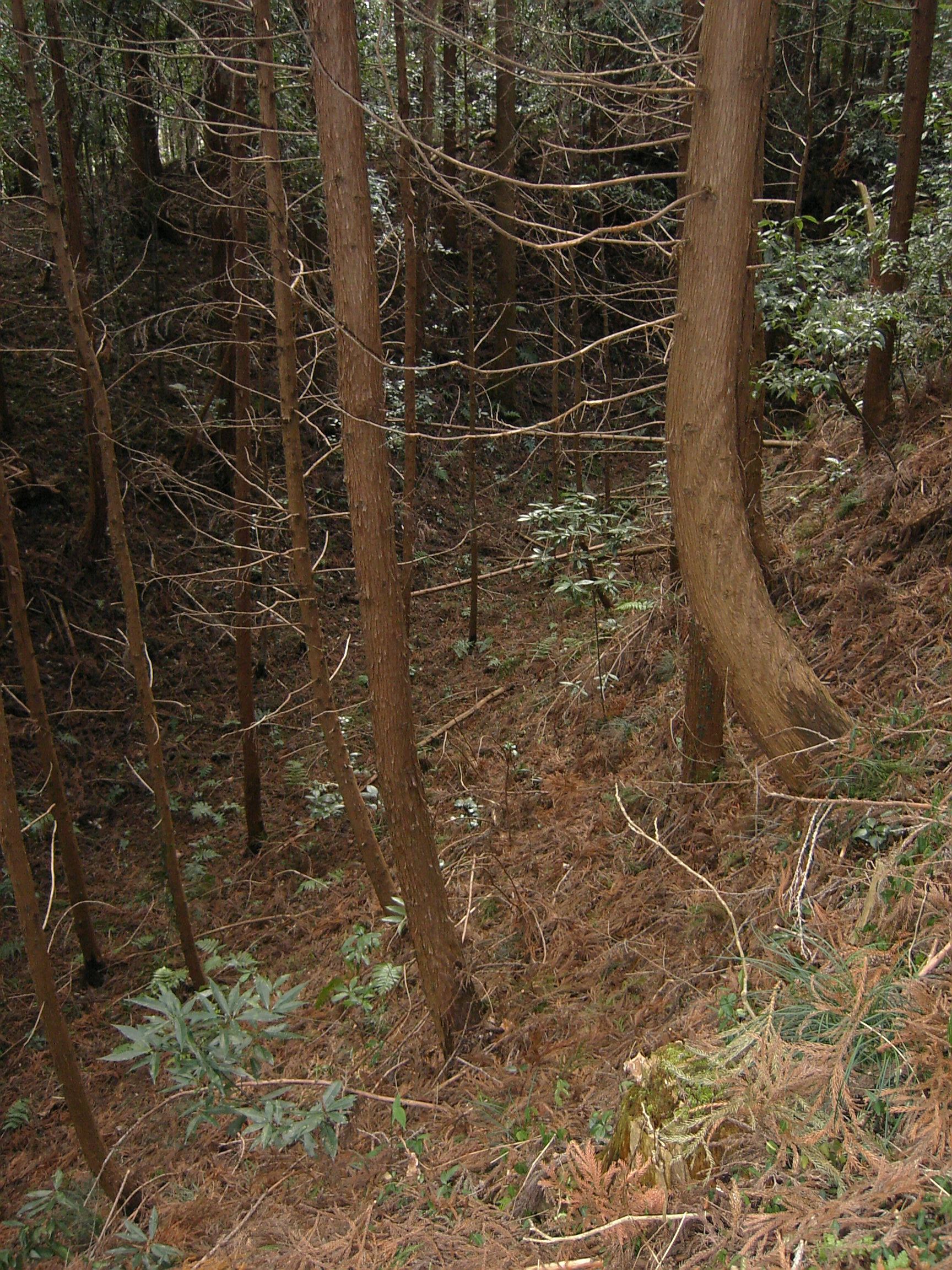
山田城主郭南側の空堀

廃城となった山田城の主郭にはのちに愛宕神社が奉られた。神社と言っても祠があったものであったが、現在は、近隣の神社に合祀され残っていない。新左衛門が討たれた場所は「新左衛門原」と呼ばれ、菊の前が11人の侍女とともに投身自害した場所は「十二御前」と呼ばれ、ともに字名として残っているが、これを供養していた集落が現在は廃村となってしまい、伝承を伝える人が少なくなってしまったため、地元の人でも、その場所や伝承を知る者は少ない。山田氏の菩提寺であった与楽山千手院円満寺は、明治の廃仏毀釈により廃寺となってしまったが、その跡は現在も残り墓地として使用され、その真ん中には、円満寺の住職と山田一族のものであろう墓が残っている。
また、江戸後期に中原寛斎によって書かれたと推定される「山田環往来記」は次のように記す。
西山に雷神を祀る祠あり。此所は往昔山田村と土屋村の領主山田筑後守辰業殿の居城跡なり。故に四方掻掲（そうけい）の濠ありて恰も（あたかも）築山の如し。濠は百尋雷零の井の如し。仍（より）て猪鹿等も近より難く、飛鳥も亦翔翺（しょうこう）し難き要害の地なり。時到りて鉄城も山野に変ず。山田筑後守辰業の一族は、天正の乱に基地居城を失ふて離散せしこそ残念なり。
＊上記の天正の乱とは「薄葉ヶ原合戦」のことである。

## 三重の堀切の謎
山田城の縄張りを見ると、塩谷領でありながら、那須領ではなく塩谷領に向かって三重の堀切が設けられている。これは、縄張的に見れば、仮想敵が那須ではなく、塩谷である事を示しており、山田城の位置づけについて、本当に対那須防衛の城であったのか疑問が呈されている。山田城は、縄張的に見ると、薄葉合戦後は、那須方の城だったのではないかとする主張もある。この那須領説を裏付ける事実として、塩谷氏の重臣大沢氏の記録（大沢家記）には、「天正拾五年（1587年）八月十一日、塩谷之内泉館（泉城）那須より大勢責来（攻め来たり）」とあり、那須領から泉城を攻めるためには山田城を突破しなければならず、山田城が那須勢の拠点として使用されていた可能性が高い事を示している。
また、宇都宮氏の家臣である川上氏の系図を見ると、山田に隣接する土屋一帯が、薄葉合戦後に川上氏の領地になったとされており、この事から、宇都宮氏の一族である塩谷氏から独立した岡本氏を見張るために山田城が再整備され、岡本領の方角に三重の堀切が設けられたのではないかとする説もある。

## 山田城の現在
山田城の遺構は、一部破壊されたところも見られるが、主郭周囲を中心にほぼ良好に残されている。また、山田城廃城後に城跡に愛宕神社が置かれ、城には石段が築かれたが、この石段は、愛宕神社が、山田地区の箒根神社に合祀されるとともに、その神社の境内に移築され、現在に残っている。
なお、山田城の南側の麓に洞穴があり、山田城の城主たちが逃げるための抜け穴とも、主郭の井戸跡とも様々な伝承が残るが、現在は洞穴は途中で塞がっており、その真偽は不明である。

## 根小屋（根古屋）城の名称について
根小屋（根古屋・根古谷等と表記される場合もあり）というのは、この地方では城跡に多い地名で根小屋城と呼ばれる城は多い。根小屋の「小屋」とは「城」と同義語であり、特に国人や土豪クラスの小規模な城を「小屋」と称し、根城の意味で「根小屋」と呼ばれたものである。山田城も城山以外の部分は内根小屋などの字名で呼ばれている。ただ、このために塩谷孝綱家臣として記される根小屋城代を山田城の城代とする見解が存在するが、この根小屋城代は、川崎城の南にあった堀江山城のことであり、山田城のことではない。城主も岡本大隅、岡本備前、岡本清五郎とあり、岡本大隅とは、天正7年（1579年）正月28日付の書状が残る岡本大隅守道家のことであり、この時代、山田城主は泰業の孫の辰業であり、記述と合わないこともそれを証明している。 

## 参考資料
- 矢板市史編集委員会 1981『矢板市史』矢板市